# Jivàikino
Jivàikino (en rus: Живайкино) és un poble de l'óblast d'Uliànovsk, a Rússia, que el 2017 tenia 1.142 habitants. Pertany al districte de Barix.